# Luftschutzlampe

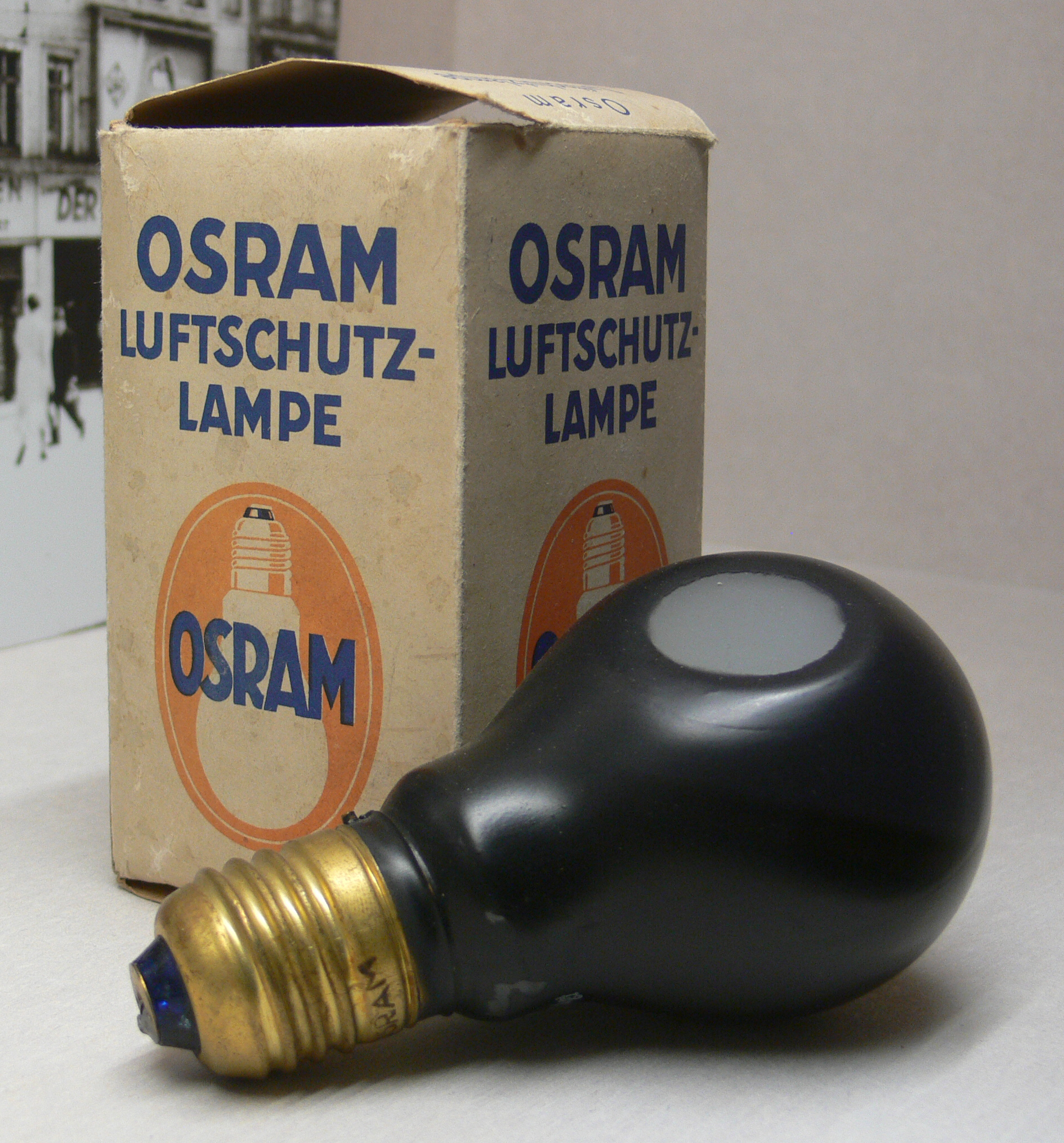
Luftschutzlampe mit Verpackung (Ausführung für waagerechte Brennlage)

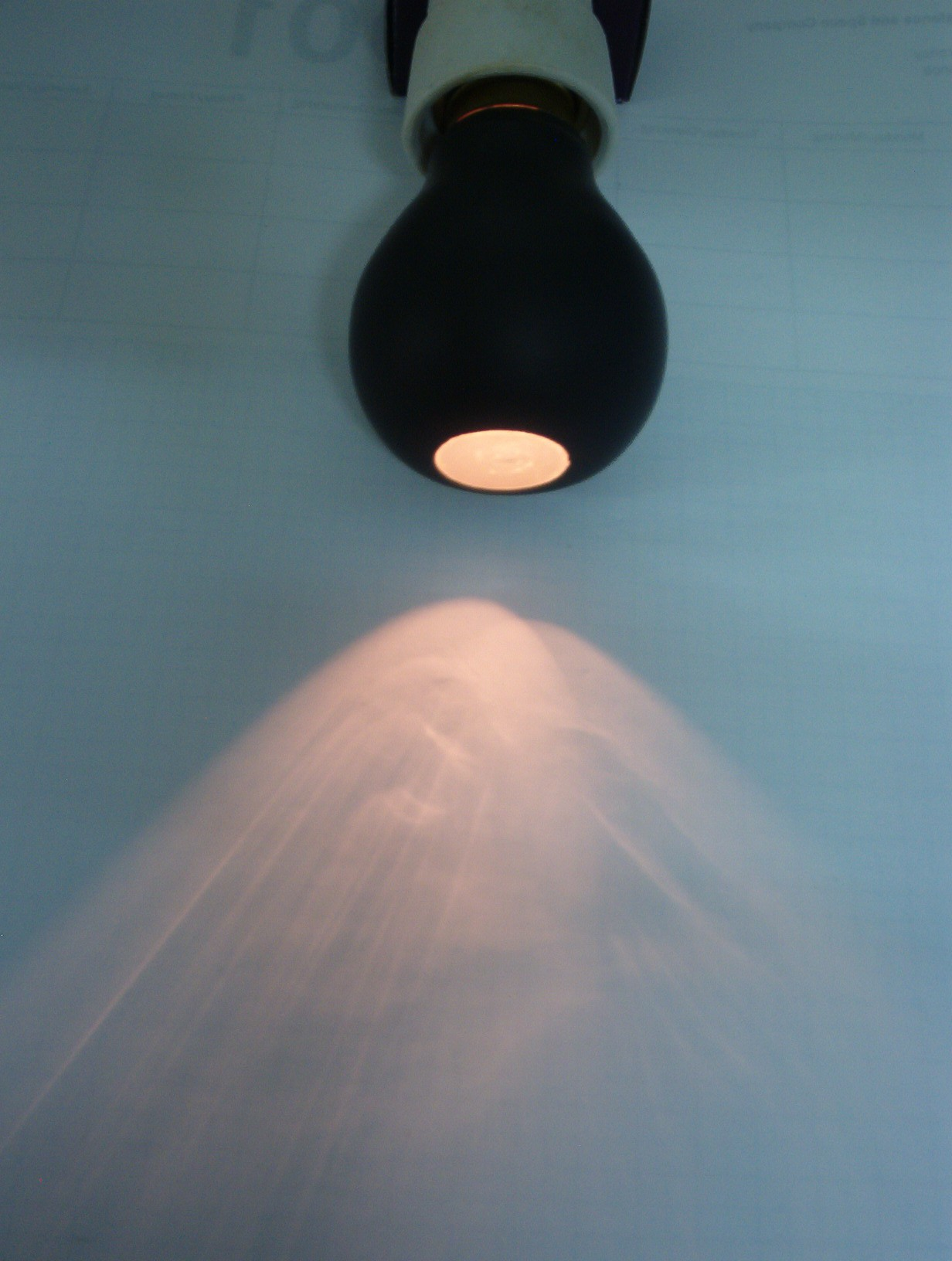
Luftschutzlampe in Betrieb (Ausführung für senkrechte Brennlage)

Eine Luftschutzlampe ist eine Glühfadenlampe mit geringer elektrischer Leistung und geschwärztem Glaskolben. Lediglich an einer Seite befindet sich ein Lichtauslass mit ca. 2 cm Durchmesser. Die typische Leistung einer solchen Lampe liegt bei 8 Watt bei 220–240 Volt. Die Luftschutzlampe stammt aus der Zeit des Zweiten Weltkrieges. Dieses Leuchtmittel wurde, wie auch Bienenkorbglimmlampen, während der Verdunkelungspflicht bei Luftangriffen verwendet.
Der Kolben der Lampe ist – bis auf eine kreisrunde Lichtaustrittsöffnung – mit einem „wetter- und hitzebeständigen, lichtundurchlässigen Überzug versehen. Die Lichtaustrittsöffnung ist vollständig abgeflacht, so daß kein unerwünschtes, seitliches Streulicht auftreten kann“.
Der Verkauf der Luftschutzlampen sowie die Information der Bevölkerung über ihre korrekte Verwendung begann mindestens seit Herbst 1938. Im Falle einer angeordneten Verdunkelung konnte die bisherige Beleuchtung in Wohnungen weiterbetrieben werden (wichtig insbesondere in Räumen, in denen gearbeitet werden musste), sofern durch lichtundurchlässige Vorhänge usw. eine Verdunkelung gewährleistet war. Wo dies nicht möglich war (etwa in Treppenhäusern, Hausfluren, Nebenräumen usw.), kamen Luftschutzlampen zum Einsatz. Damit die Lichtaustrittsöffnung stets nach unten ausgerichtet werden konnte, gab es drei Ausführungen, und zwar für senkrechte, waagerechte sowie schräge Brennlage (Austrittsöffnung entsprechend am Kopf bzw. in zwei Varianten seitlich). Die Ausführungen für waagerechten und schrägen Einbau (überwiegend für Wandfassungen gedacht) besaßen einen drehbaren Sockel, damit die Austrittsöffnung stets nach unten ausgerichtet werden konnte. Die Lichtstärke der Luftschutzlampen betrug bei den Ausführungen für Innenräume drei Hefnerkerzen (in heutigen Einheiten etwa 2,7 Candela), für den Einsatz außerhalb von Gebäuden eine Hefnerkerze. Die Lampen kosteten 1,20 bzw. 1,50 RM (entspricht heute etwa 6 bzw. 8 EUR). Beim Einsatz war

„Vorsorge zu treffen, daß der Lichtkegel der Luftschutzlampe die Fenster, Türen und sonstigen Lichtaustrittsöffnungen nicht unmittelbar trifft und weiters, daß sich in der Nähe der Lichtaustrittsöffnungen nicht solche helle Flächen, wie Wände, Tische usw. befinden, die den Lichtkegel reflektieren und von außen schräg oben gesehen werden können. Bei Verwendung der üblichen nicht vollkommen lichtdichten Vorhänge und Rouleaus genügt es, wenn darauf geachtet wird, daß der Lichtkegel die verhangenen Lichtaustrittsstellen nicht unmittelbar trifft. Auch bei wohl starken, aber seitlich nicht abschließenden Rouleaus werden zur Beleuchtung Luftschutzlampen zu verwenden sein.“

Ausgebildete Mitglieder des Reichsluftschutzbundes kontrollierten nachts, ob aus den Häusern tatsächlich kein Licht mehr drang, um dem anfliegenden Feind keine sichtbaren Ziele zu bieten. Die Mindestmontagehöhe der Lampe sowie die zulässige Anzahl der Luftschutzlampen in Abhängigkeit von der Größe des Raumes war der Bedienungsanleitung zu entnehmen. So durften von der Osram-LS-Blaulicht-Glühlampe mit Kenn-Nummer RL 3-42/145 bei einer Aufhängehöhe von 2 bis 3 m bei einer Raumfläche von bis zu 25 Quadratmetern eine Lampe, bis 40 Quadratmetern zwei und darüber drei Lampen verwendet werden. Des Weiteren war darauf zu achten, dass kein Licht über die Horizontale hinaus abgestrahlt wurde, welches von Flugzeugen aus sichtbar gewesen wäre. Wurde bei Kontrollbegehungen festgestellt, dass ein Gebäude unzureichend verdunkelt war, dann wurde ein Anschlag am Gebäude angebracht (siehe Weblinks für Beispiel). Dieser wurde erst entfernt, wenn die Verdunkelung ausreichend war.